# Syväsaari (ö i Birkaland)
Syväsaari är en ö i Finland. Den ligger i sjön Aurejärvi och i kommunen Ylöjärvi i den ekonomiska regionen Tammerfors och landskapet Birkaland, i den sydvästra delen av landet, 220 km norr om huvudstaden Helsingfors. Öns area är 7,8 hektar och dess största längd är 500 meter i nord-sydlig riktning.